# Ruta Provincial E 79 (Córdoba)
La Ruta Provincial E 79 es una importante arteria de la provincia de Córdoba, que discurre en sentido Noreste-Sudoeste.
Con alrededor de 57 km de extensión, enlaza dos importantes ciudades del interior provincial, a través de una región netamente agrícola.
En su extremo norte, se encuentra la localidad de Oncativo (kilómetro cero), y en su extremo sur (final), alcanza el km 57 en la ciudad de Tancacha. Es una importante arteria de comunicación en la región pampeana, aunque no posee un alto nivel de tránsito.

## Localidades
A lo largo de su recorrido, esta ruta interesa cuatro localidades ubicadas en dos departamentos. Ninguna es cabecera de los mismos. Entre paréntesis, figuran los datos de población según censo 2010.
- Departamento Río Segundo: Oncativo (13 295).
- Departamento Tercero Arriba: Colonia Almada (495), Villa Ascasubi (2.355), Tancacha (5.309)

## Recorrido
|  | CONTgq | TBHFa | CONTfq |  |

|  | RGCONTgq | SKRZ-GBUE | RGCONTfq | BAHN |

|  |  | STR |

|  |  | STR |

|  |  | STR+GRZq |

|  |  | STR |

|  | GRZq | STR+GRZq | GRZq |  |

|  |  | STR |

|  |  | BHF |

|  |  | BHF |

|  | WASSERq | hKRZWae | WASSERq |  |

|  | CONTgq | KRZ | LCONTfq |  |

|  | CONTgq | TBHFe | CONTfq |  |

## Nota
1. ↑  El kilometraje fue tomado del amojonado en ruta. En caso de ausencia de los mismos, se calculó según información disponible en Internet, o verificación in situ .
2. ↑  Datos oficiales según Dirección de Estadísticas y censos del Gobierno de la Provincia de Córdoba, año 2010 Según datos INDEC